# Шипионе (Терамо)
Шипионе (итал. Scipione) је насеље у Италији у округу Терамо, региону Абруцо.
Према процени из 2011. у насељу је живело 32 становника. Насеље се налази на надморској висини од 570 м.